# Deliquescência
Deliquescência é um processo que ocorre quando a pressão de vapor de uma solução aquosa saturada da substância é menor que a pressão de vapor da água no ar ambiente.
Um fenômeno típico deste efeito dá-se pela solubilização do cloreto de sódio tipico das regiões costeiras, onde além das gotículas de água salgada aerodispersas pelo fenômeno mecânico dos ventos e ondas, temos a solubilização do sal marinho na humidade do ar responsável por severos processos de corrosão. O uso de filtros físicos não se aplica pois o sal esta solubilizado na umidade do ar, desta forma apenas a lavagem do ar com água neutra é capaz de retirar o sal dissolvido no ar por migração do gradiente de concentração.